# Otto Vogl
Otto Vogl, född 6 november 1927 i Traiskirchen, Österrike, död 27 april 2013, var en amerikansk polymertekniker. Han blev amerikansk medborgare 1959 och var 1970–1983 professor i polymerteknik vid University of Massachusetts. Han innehade 1983–1995 Herman F. Mark-professuren i polymerteknik vid Polytechnic University i Brooklyn, New York. Han invaldes 1994 som utländsk ledamot av Kungliga Vetenskapsakademien.